# Creediidae
Creediidae là một họ cá biển nhỏ, theo truyền thống được xếp trong phân bộ Trachinoidei của bộ Perciformes, hoặc đôi khi được coi như là phân họ Creediinae của họ Trichonotidae nghĩa rộng; nhưng kết quả nghiên cứu của Thacker et al. (2015) cho thấy Trichonotidae nghĩa hẹp (Trichonotus) có quan hệ họ hàng gần với Gobiiformes hơn là với Leptoscopidae, Creediidae và Hemerocoetidae, và hiện tại nó được xếp trong bộ này.
Năm 2014, Creediidae được Ricardo Betancur-R et al. xếp trong bộ Pempheriformes, hay như một số tác giả khác từ năm 2016 xếp trong Acropomatiformes.

## Phân bố
Các loài cá trong họ này có nguồn gốc từ vùng nước duyên hải Ấn Độ Dương - Tây Thái Bình Dương, từ Nam Phi đến Hawaii và Đảo Phục Sinh.

## Đặc điểm
Hàm dưới có một vòng tua. Một núm nhô ra phía sau tại khớp nối của hàm dưới. Mõm nhiều thịt và nhô ra ngoài hàm dưới. Đường bên đi xuống mặt bụng dần dần hoặc đột ngột. Các vảy ở đường bên thường có ba thùy mở rộng về phía sau, ngoại trừ các vảy ở phía trước nhất. Một số loài chủ yếu là không vảy, ngoại trừ vảy đường bên luôn hiện diện. Vây lưng liên tục có 12-43 tia mềm không phân nhánh. Vây bụng hình bát úp ngược, có 3-5 tia mềm; xương chậu rất gần nhau. Giác mạc gấp lại ở chỗ nối da và giác mạc. Mắt hơi lồi. Xương nắp bị vỡ hoặc có nhiều sợi. Chiều dài tối đa khoảng 8 cm. Chúng sống ở vùng nước nông gần bờ, đào hang ở những vùng cát bị luồng nước hoặc sóng vỗ cuốn trôi.

## Các chi
- Apodocreedia: 1 loài (Apodocreedia vanderhorsti).
- Chalixodytes: 2 loài.
- Creedia: 4 loài.
- Crystallodytes: 3 loài.
- Limnichthys: 6 loài.
- Myopsaron: 1 loài (Myopsaron nelsoni).
- Schizochirus: 1 loài (Schizochirus insolens).
- Tewara: 1 loài (Tewara cranwellae).